# Mula (fiume)
Il Mula è un fiume della penisola Iberica, affluente del Segura.

## Percorso
Il fiume nasce dalla confluenza di diversi ruscelli e torrenti che bagnano le sierras di Burete, Lavia, Ceperos, Plaza de los Pastores e El Charco (tutte nei comuni di Bullas e Cehegín. Entra nel comune di Alguazas, dove riceve ancora diversi affluenti.
Successivamente scorre a nord di Mula (alla quale dà il nome) e sfocia nel Segura, dopo un tortuoso percorso di circa 64 km.

## Caratteristiche
La pendenza media dell'alveo è del 13 per mille, mentre il bacino idrografico misura 659 km². Nel ventiseiesimo km di corso viene sbarrato da una diga chiamata de la Cierva; la sua capacità è di 5 hm3 e 2 hm3/anno di volume regolativo. Numerosi lavori di canalizzazione del corpo idrico sono stati eseguiti per la derivazione di canali irrigatori e per la protezione dei paesi posti sul corso del fiume in caso di piogge forti.